# Nurit Zarchi

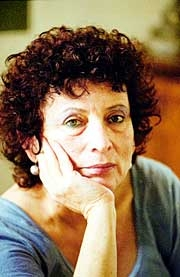
Nurit Zarchi

Nurit Zarchi (* 19. Oktober 1941 in Jerusalem) ist eine israelische Schriftstellerin.

## Leben
Nachdem sie im Alter von sechs Jahren ihren Vater verloren hatte, wuchs Nurit Zarchi im Kibbuz Gewa auf. Sie absolvierte ein Studium in Jerusalem und arbeitete als Journalistin. Außerdem gab sie Kurse im Kreativen Schreiben. Zu Zarchis Werk gehören Kurzgeschichten, Lyrik, Essays und mehr als 80 Kinderbücher. Ihre Bücher wurden in insgesamt 15 Sprachen übersetzt.

## Werke auf Deutsch

### Kinder- und Jugendliteratur
- Schickt Mücke nicht fort! Übersetzt von Mirjam Pressler. Illustrationen von Gitte Spee. Loewe Verlag, 1993. ISBN 3-7855-2597-4
- Auf Wiedersehen am Südpol. Übersetzt von Mirjam Pressler. Illustrationen von Batia Kolton. Gerstenberg Verlag, 2007. ISBN 978-3-8369-5176-0

## Auszeichnungen
- 1999: Bialik-Preis
- 2005: Education Minister’s Prize for Lifetime Achievement
- 2006: Amichai Prize
- 2011: Leah-Goldberg-Preis für Dichtung für die Gedichtsammlung Atzamot ve Ananim (Knochen und Wolken. Ausgewählte Gedichte 1966–2009)
- 2021: Israel-Preis für „Literatur und hebräische Poesie“

Außerdem wurde sie fünfmal mit dem Ze’ev Prize ausgezeichnet.